# Provinciale weg 357
De provinciale weg 357 (N357) is een provinciale weg in de provincie Friesland, tussen Leeuwarden en Holwerd. In Holwerd sluit de weg aan op de N356 richting Dokkum en de N358 richting Buitenpost. De weg is een belangrijke aanvoerroute vanuit Leeuwarden op de veerdienst Holwerd – Ameland.
De weg is uitgevoerd als tweestrooks-gebiedsontsluitingsweg met een maximumsnelheid van 80 km/h. In de gemeente Leeuwarden heet de weg Mr. P.J. Troelstraweg en Brédyk, in de gemeente Noardeast-Fryslân heet de weg Ljouwerterdyk.

## Kwelderwal
De weg volgt de karakteristieke boog van de kwelderwal die hier rond het begin van de jaartelling is ontstaan. De stevige, zandige ondergrond en de verhoogde ligging maakte dergelijke wallen toen ideaal voor nederzettingen en tegenwoordig voor wegaanleg. Op de wal ontstonden terpen en de N357 voert dan ook langs een reeks terpdorpen. Vanaf Leeuwarden: Jelsum – Cornjum – Britsum – Stiens – Finkum – Hijum – Hallum – Marrum – Ferwerd – Blija – Holwerd.
N34 · N46 · N351 · N353 · N354 · N355 · N356 · N357 · N358 · N359 · N360 · N361 · N362 · N363 · N364 · N365 · N366 · N367 · N368 · N369 · N370 · N371 · N372 · N373 · N374 · N375 · N376 · N377 · N378 · N379 · N380 · N381 · N382 · N383 · N384 · N385 · N386 · N387 · N388 · N390 · N391 · N392 · N393 · N398

N851 · N852 · N853 · N854 · N855 · N856 · N857 · N858 · N860 · N861 · N862 · N863 · N865 · N910 · N913 · N917 · N918 · N919 · N924 · N927 · N928 · N962 · N963 · N964 · N966 · N967 · N969 · N972 · N973 · N974 · N975 · N976 · N977 · N978 · N979 · N980 · N981 · N982 · N983 · N984 · N985 · N986 · N987 · N988 · N989 · N990 · N991 · N992 · N993 · N994 · N995 · N996 · N997 · N998 · N999

Cursief vermelde wegen zijn voormalige provinciale wegen.